# باد بیرنباخ
باد بیرنباخ (به آلمانی: Bad Birnbach) یک شهر در آلمان است که در بایرن واقع شده‌است.

## خصوصیات
باد بیرنباخ ۶۸٫۸۱ کیلومترمربع مساحت دارد ۳۷۶ متر بالاتر از سطح دریا واقع شده‌است.